# Auzata
Auzata és un gènere de papallones nocturnes de la subfamília Drepaninae.

## Taxonomia
- Auzata amaryssa H.F. Chu & L.Y. Wang, 1988
- Auzata chinensis Leech, 1898
- Auzata minuta Leech, 1898
- Auzata ocellata (Warren, 1896)
- Auzata plana H.F. Chu & L.Y. Wang, 1988
- Auzata semilucida H.F. Chu & L.Y. Wang, 1988
- Auzata semipavonaria Walker, [1863]
- Auzata simpliciata Warren, 1897
- Auzata superba Butler, 1878